# Aulus Hostili Mancí
Aulus Hostili Mancí (llatí: Aulus Hostilius L. f. A. n. Mancinus) va ser un magistrat romà. Era probablement fill del militar Lucius Hostilius Mancinus. Formava part de la gens Hostília.
Va ser pretor urbà l'any 180 aC i cònsol el 170 aC juntament amb Aulus Atili Serrà. Durant el seu consolat va fer la guerra contra el rei Perseu de Macedònia, però la història d'aquest període ha arribat de forma fragmentària, i només se suposa que va fer una guerra defensiva. Va seguir a Grècia l'any 169 aC com a procònsol i després de passar l'hivern a Tessàlia va entrar a Macedònia, però es va haver de retirar davant les forces superiors de Perseu. Durant aquell any va entregar el comandament al seu successor Quint Marci Filip, deixant la seva posició amb fama d'haver mantingut la disciplina dels soldats, tot i els seus escassos èxits militars.